# Les emmerdeuses
Les emmerdeuses è un film del 1974 diretto da Jesús Franco (con lo pseudonimo di Clifford Brown).
Film erotico, fu girato in Portogallo, in segreto, utilizzando il cast chiamato a girare anche Le sexy goditrici e L'homme le plus sexy du monde.
Il soggetto è una variazione sul tema delle Red Lips con le due spie già protagoniste di tre film girati da Jess Franco negli anni sessanta: Labios rojos (1960), El caso de las dos bellezas (1967) e Bésame, monstruo (1967).
Diversamente da questi tre film, tuttavia, Les emmerdeuses fu realizzato con un budget irrisorio, probabilmente in pochi giorni di riprese, e rientra a pieno titolo nel filone erotico-demenziale dei due film "ufficiali" girati contemporaneamente, con la differenza che i dialoghi furono per lo più improvvisati sul set.
È noto anche con i titoli Les grandes emmerdeuses, Les petites vicieuses font les grandes emmerdeuses e Sexy a go-go.
Il titolo originale si può tradurre come Le rompicoglioni.

## Trama
Antofagasta. Pina e Tina, due artiste di cabaret con la passione dello spionaggio e del furto, scoprono che un venditore di tappeti di nome Kashfi possiede alcuni diamanti di straordinario valore trafugati al miliardario Radeck.
Quando Tina riesce ad incontrare Kashfi, scopre che si tratta di una lesbica travestita, la seduce e, con l'aiuto di Pina, si impossessa dei diamanti. Quindi telefona al proprietario e, sotto il nome di "La Panthère Dorée", gli propone di rivendergli i suoi gioielli.
Tenute d'occhio da due agenti dell'Interpol (l'agente 0069 e Ramón Perez detto "Il Catalano") Pina e Tina partono per il Portogallo per incontrare Radeck e concludere l'affare intascando la bella cifra di 200000 $. Sennonché l'astuto Radeck ha offerto 100000 $ all'avventuriera Pat Martin se riuscirà a far fuori "La Panthère Dorée" e a recuperare i diamanti.
In Portogallo, Pina e Tina cadono nel tranello dell'agente della compagnia di assicurazioni di Radeck che, spacciandosi per il miliardario, si fa consegnare i diamanti che le due spie recuperano dalle rispettive vagine.
Di male in peggio, Pat Martin rapisce Pina e la conduce nella villa di Radeck che prima la fa torturare e poi la lascia tra le grinfie dell'orrendo, pustoloso e nerboruto mostro di Duranstein, che tiene prigioniero in una delle sue stanze. Ma la travolgente energia sessuale di Pina sfianca il mostro che, ormai vinto dall'amore, si ribella al suo carceriere e tenta di fuggire con la fanciulla amata tra le braccia. Ma sulla sua strada incontra Tina, che lo uccide con un colpo di rivoltella e fugge con l'amica.
Perduto l'affare, alle due agenti segrete non resta che arruolarsi nell'Interpol.